# Troick (Oblast' di Čeljabinsk)
Troick (in lingua russa Тро́ицк, anche Troitsk) è una città della Russia di 69 900 abitanti situata nell'oblast' di Čeljabinsk, capoluogo dell'omonimo rajon.
Si trova alla confluenza del fiume Uvel'ka nell'Uj, 121 km a sud di Čeljabinsk e a 6 km dal confine di stato con il Kazakistan.